# Len Väljas
Lennard „Len“ Väljas (* 21. November 1988 in Toronto) ist ein ehemaliger kanadischer Skilangläufer. Seine Vorfahren stammen alle aus Estland.

## Werdegang
Väljas nahm bis 2010 vorwiegend am Nor-Am Cup teil. Dabei war in der Saison 2008/09 der sechste Platz in der Gesamtwertung sein bestes Ergebnis. Sein erstes Weltcuprennen lief er 2009 in Vancouver, welches er auf dem 46. Platz im Sprint beendete. Bei den kanadischen Skilanglaufmeisterschaften 2010 in Whitehorse holte er Gold im Sprint. Seit der Saison 2010/11 läuft Väljas im Skilanglauf-Weltcup. Die Saison 2010/11 beendete er in der Gesamtwertung auf dem 90. Platz. Seine beste Platzierung war der neunte Platz im Sprint. Bei den nordischen Skiweltmeisterschaften 2011 in Oslo waren der 15. Platz im Sprint und der 12. Platz mit der Staffel seine besten Platzierungen. Bei den kanadischen Skilanglaufmeisterschaften 2011 in Canmore gewann er erneut Gold im Sprint.
In der Saison  2011/12 holte Väljas in Drammen mit dem zweiten Platz im Sprint seinen ersten Podestplatz. Die Saison beendete er auf dem 28. Platz in der Gesamtwertung und auf dem 12. Platz in der Sprintwertung. Bei der Tour de Ski 2012/2013 konnte er den 20. Platz belegen. Er konnte  bei der Tour mit dem zweiten Platz über 15 km klassisch und dem dritten Rang im Sprint zwei Podestplätze belegen. Bei den nordischen Skiweltmeisterschaften 2013 im Val di Fiemme wurde er Zwölfter mit der Staffel und erreichte den 40. Platz im Sprint. Den Weltcup beendete er auf dem 23. Platz in der Gesamtwertung und dem achten Platz in der Sprintwertung. Bei den kanadischen Skilanglaufmeisterschaften 2013 in Whistler gewann er Gold im Sprint. In der Saison 2013/14 war der 34. Platz sein bestes Ergebnis und holte damit in der Saison keine Weltcuppunkte. Bei den Olympischen Winterspielen 2014 in Sotschi erreichte er den 36. Platz im Sprint und den 12. Platz mit der Staffel. Im Februar 2015 errang er bei den nordischen Skiweltmeisterschaften 2015 in Falun den 14. Platz im Sprint, den 13. Rang im Teamsprint und den zehnten Platz mit der Staffel. In der Saison 2015/16 kam er im Weltcup viermal in die Punkteränge. Seine beste Platzierung dabei war der zehnte Platz im Sprint in Oberstdorf. Im März 2016 wurde er bei den kanadischen Skilanglaufmeisterschaften in Whitehorse über 10 km klassisch und im Sprint jeweils Zweiter. Zu Beginn der Saison 2016/17 belegte er den 48. Platz bei der Weltcup-Minitour in Lillehammer. Im weiteren Saisonverlauf holte er in Toblach zusammen mit Alex Harvey im Teamsprint seinen ersten Weltcupsieg und errang in Ulricehamn den dritten Platz mit der Staffel. Beim Saisonhöhepunkt den nordischen Skiweltmeisterschaften 2017 in Lahti kam er auf den 48. Platz im Sprint und auf den sechsten Rang zusammen mit Alex Harvey im Teamsprint. Zum Saisonende gelang ihn beim Weltcup-Finale in Québec der 54. Platz und erreichte den 41. Platz im Gesamtweltcup und den 16. Rang im Sprintweltcup. Im folgenden Jahr wurde er bei den Olympischen Winterspielen 2018 in Pyeongchang Neunter mit der Staffel, Achter zusammen mit Alex Harvey im Teamsprint und Siebter im Sprint.
In der Saison 2018/19 wurde Väljas in Gatineau kanadischer Meister über 10 km klassisch und in der Verfolgung und belegte bei den nordischen Skiweltmeisterschaften 2019 in Seefeld in Tirol den 50. Platz im Sprint, den 47. Rang über 15 km klassisch, den 12. Platz mit der Staffel und den zehnten Rang zusammen mit Evan Palmer-Charrette im Teamsprint.

## Weltcupsiege im Team
| Nr. | Datum           | Ort     | Disziplin             |
| --- | --------------- | ------- | --------------------- |
| 1.  | 15. Januar 2017 | Toblach | Teamsprint Freistil 1 |

## Platzierungen im Weltcup

### Weltcup-Statistik
Die Tabelle zeigt die erreichten Platzierungen im Einzelnen.
- 1.–3. Platz: Anzahl der Podiumsplatzierungen
- Top 10: Anzahl der Platzierungen unter den ersten zehn
- Punkteränge: Anzahl der Platzierungen innerhalb der Punkteränge
- Starts: Anzahl gelaufener Rennen in der jeweiligen Disziplin
- Hinweis: Bei den Distanzrennen erfolgt die Einordnung gemäß FIS.

| Platzierung         | Distanzrennen a | Distanzrennen a | Distanzrennen a | Distanzrennen a | Distanzrennen a | Skiathlon Verfolgung | Sprint | Etappen- rennen b | Gesamt | Team c | Team c  |
| Platzierung         | ≤ 5 km          | ≤ 10 km         | ≤ 15 km         | ≤ 30 km         | > 30 km         | Skiathlon Verfolgung | Sprint | Etappen- rennen b | Gesamt | Sprint | Staffel |
| ------------------- | --------------- | --------------- | --------------- | --------------- | --------------- | -------------------- | ------ | ----------------- | ------ | ------ | ------- |
| 1. Platz            |                 |                 |                 |                 |                 |                      |        |                   |        | 1      |         |
| 2. Platz            |                 |                 | 1               |                 |                 |                      | 1      |                   | 2      |        |         |
| 3. Platz            |                 |                 | 1               |                 |                 |                      | 2      |                   | 3      |        | 1       |
| Top 10              |                 |                 | 2               |                 |                 |                      | 12     |                   | 14     | 4      | 4       |
| Punkteränge         | 3               |                 | 3               |                 |                 | 2                    | 37     | 3                 | 48     | 10     | 5       |
| Starts              | 5               | 8               | 22              | 2               | 1               | 17                   | 75     | 9                 | 139    | 10     | 5       |
| Stand: Karriereende |                 |                 |                 |                 |                 |                      |        |                   |        |        |         |

### Weltcup-Gesamtplatzierungen
| Saison  | Gesamt | Gesamt | Distanz | Distanz | Sprint | Sprint |
| Saison  | Punkte | Platz  | Punkte  | Platz   | Punkte | Platz  |
| ------- | ------ | ------ | ------- | ------- | ------ | ------ |
| 2010/11 | 45     | 90.    | -       | -       | 45     | 48.    |
| 2011/12 | 343    | 28.    | 65      | 49.     | 238    | 12.    |
| 2012/13 | 335    | 23.    | 89      | 43.     | 214    | 8.     |
| 2013/14 | -      | -      | -       | -       | -      | -      |
| 2014/15 | 74     | 74.    | -       | -       | 74     | 33.    |
| 2015/16 | 62     | 73.    | -       | -       | 62     | 35.    |
| 2016/17 | 156    | 41.    | -       | -       | 156    | 16.    |

## Privates
Väljas Schwester Kristina ist kanadische Beachvolleyballspielerin.